# Metophthalmus cuba
Metophthalmus cuba là một loài bọ cánh cứng trong họ Latridiidae. Loài này được Andrews miêu tả khoa học năm 1998.